# Rae raba
Rae raba är en mosse i Estland.   Den ligger i landskapet Harjumaa, i den nordvästra delen av landet, 7 km sydost om huvudstaden Tallinn.